# Hechtia glabra
Hechtia glabra là một loài thực vật có hoa trong họ Bromeliaceae. Loài này được Brandegee mô tả khoa học đầu tiên năm 1920.